# 杉浦未幸
杉浦 未幸（すぎうら みゆき、旧芸名及び本名:杉浦 美雪（読み同じ）、1971年（昭和46年）10月14日 - ）は、日本の女性モデル、タレント。元アイドルである。独身。

## 人物
1971年（昭和46年）生まれ。愛知県名古屋市北区出身。我孫子二階堂高等学校を経て、亜細亜大学経済学部卒業。
テレビ番組 『夕やけニャンニャン』（フジテレビ）でのデビュー以降、しばらくは本名名義での活動であった。その後は杉野 美雪名義、杉 美雪（すぎ みゆき）名義、杉浦 みゆき名義でも活動した。

### 経歴
1986年（昭和61年）8月10日に『夕やけニャンニャン』で行われたミス・セブンティーンコンテストの特別賞を受賞し、その中の中学生メンバーの3名（B組1番吉見美津子、B組3番宮野久美子、B組4番冨永浩子）と共におニャン子クラブB組に所属し、B組2番となった。翌年、おニャン子クラブ会員番号50番へ昇格し、第8弾シングル『かたつむりサンバ』のフロントに同じB組の吉見美津子と共に抜擢された。
おニャン子解散後は、タレントとしてCMやドラマに出演。その後、1992年（平成4年）よりモデルとしてレースクイーンやカラオケビデオの女優としても活動した。レースクイーンとしては、キャビンギャルズ（1993年）、STPサーキットレディ（1994年 - 1997年）などの各種イベントに参加した。その後は現在まで、主にモデルとしてTVCM、雑誌、カタログなどに出演している。
2002年、おニャン子クラブ再結成シングル「ショーミキゲン」が発売された際、レコーディングには不参加であったが『FNS歌謡祭』や『HEY!HEY!HEY! MUSIC CHAMP』などの出演時にはメンバーとして参加した。
現在まで芸能活動を続けているため、日本テレビ系「あの人は今!?」ほか1980年代の元アイドルが集合する番組・企画に元おニャン子クラブとして出演する機会が他のメンバーより比較的多い。2007年の「ジャンプ!○○中」では同じく元おニャン子の城之内早苗や渡辺美奈代ともに出演し、寮生活や給与体系、人間関係などについて語った。
2010年、サントリー「ボス 贅沢微糖」TVCM第8弾「贅沢銀行」篇でおニャン子クラブの限定復活に参加。同時期に週刊誌「女性自身」内で国生さゆり、新田恵利と共に紙上座談会企画にも参加した。
2011年、くだまき八兵衛Xに国生、新田、城之内、生稲晃子らと出演した。

## 音楽

### フロント担当楽曲
- かたつむりサンバ（第8弾シングル）
- 黄昏にキスをしないで（第5弾アルバム『Circle』）
- 風の物語（第5弾アルバム『Circle』）
- 間に合うかもしれない（第5弾アルバム『Circle』）

## 出演

### バラエティ
- 夕やけニャンニャン（フジテレビ）
- ドリフ大爆笑（フジテレビ）
- 志村けんのだいじょうぶだぁ（フジテレビ）
- 志村けんのバカ殿様（フジテレビ）
- 世界・ふしぎ発見!（TBS）
- クイズ!脳ベルSHOW（BSフジ）2020年8月26日・27日

### テレビドラマ
- ザ・スクールコップ（フジテレビ）

### CM
- サントリーBOSS贅沢微糖「贅沢銀行」篇（2010年）